# Prowincja franciszkanów w Pułaski
Prowincja franciszkanów w Pułaski - prowincja Zakonu Braci Mniejszych założona przez polskich franciszkanów, którzy wyemigrowali do USA na skutek kasaty zakonu w Prusach. Początek prowincji dał o. Augustyn Zaytz, który po kasacie swojego klasztoru w 1874 r. udał się do Cincinnati w stanie Ohio. W 1888 r. podjął budowę klasztoru w polskim ośrodku w Pułaski w stanie Wisconsin, na terenie diecezji Green Bay. Klasztor nie został jednak włączony do prowincji macierzystej lecz podlegał bezpośrednio generałowi zakonu. W latach 1894–1910 klasztor przejściowo wchodził w skład prowincji Serca Jezusowego w St. Louis. 3.01. 1911 r. generał zakonu Dionizy Schuler erygował komisariat prowincjalny Wniebowzięcia NMP z domem głównym w Pułaski. Komisarat został przekształcony w prowincję 3. 04. 1939 r. dekretem Stolicy Apostolskiej, co ogłosił generał zakonu Leonardo Bello. Główny trzon prowincji stanowili zakonnicy wywodzący się z dawnej prowincji Niepokalanego Poczęcia NMP w Prusach Wschodnich i w Wielkim Księstwie Poznańskim. Z czasem rozszerzyła swą obecność na stany: Wisconsin, Michigan, Indiana, Iowa, Illinois, Ohio, Pensylwania, Massachusetts i Nowy Jork. Prowincja przez długi czas zachowywała polski charakter.